# یواس‌اس وسترن بل (آی‌دی-۳۵۵۱)
یواس‌اس وسترن بل (آی‌دی-۳۵۵۱) (به انگلیسی: USS Western Belle (ID-3551)) یک کشتی بود که طول آن ۴۲۳ فوت ۹ اینچ (۱۲۹٫۱۶ متر) بود. این کشتی در سال ۱۹۱۸ ساخته شد.